# Reigi
Reigi – wieś w Estonii, w prowincji Hiuma, w gminie Kõrgessaare.
W 2012 roku wieś liczyła 40 mieszkańców; w październiku 2010 – 47, w grudniu 2009 – 46.